# Торетам
Торета́м (ранее Тюра-Та́м, каз. Төретам) — посёлок в Кармакшинском районе Кызылординской области Казахстана. Административный центр и единственный населённый пункт Торетамского сельского округа. Код КАТО: 434663100.
Железнодорожная станция Торетам (до 1959 года Тюра-Там, до 29 ноября 2017 года носила наименование Тюратам) на Ташкентском железнодорожном ходу, построенном в 1906 году, получившая значительное развитие в 1955 году, с началом создания космодрома Байконур. Именно сюда доставляли стройматериалы, оборудование и другие грузы для космодрома. Имеется ответвление путей во внутреннюю железнодорожную сеть космодрома. Железная дорога двухпутная, ширококолейная, тяга тепловозная. В 1-2 км севернее посёлка проходит автомобильная дорога М-32 Самара — Шымкент.
Торетам является пригородом Байконура, к которому посёлок примыкает с севера. Город отделяет от посёлка железобетонная стена и четыре контрольно-пропускных пункта. Многие жители посёлка работают в Байконуре.
К северу от Торетама расположена территория космодрома Байконур, поэтому в международных справочниках о спутниках, космодром Байконур называют «Tyuratam Missile and Space Complex» (TTMTR) по названию посёлка Торетам (бывший Тюратам).
Река Сырдарья протекает с востока на запад, в 2 км южнее посёлка.

## История
Название железнодорожной станции и посёлка связано с именем шейха Торе-баба из рода торе (потомки чингизидов), могила которого расположена на старинном кладбище, находящемся на холме у реки, близ подножья современной телевышки города Байконура. В конце 1990-х на месте обвалившегося круглого в плане сырцового сооружения было возведено сооружение из красного кирпича. Сюжет о почитаемой местными жителями святыне, оказавшейся за колючей проволокой режимного объекта, использован в повести Чингиза Айтматова «Буранный полустанок».

## Население
В 1999 году население посёлка составляло 5976 человек (3073 мужчины и 2903 женщины). По данным переписи 2009 года, в селе проживало 9548 человек (4929 мужчин и 4619 женщин).

## Инфраструктура
В посёлке имеются три общеобразовательные школы. Три мечети, одна из них построена в конце 1990-х, вторая, «Жаримбет ата» — в 2011 году, «Ар-Рахман» — в 2023 году.
В 7 км к юго-западу от Торетама находится аэропорт Крайний, который в западных исторических и географических источниках обозначается как Tyuratam или Tyuratam 1.